# شاکوگان نو شانا
شاکوگان نو شانا یا شانا چشم آتشی (به ژاپنی: 灼眼のシャナ Shakugan no Shana) یک مجموعه لایت نوول ژاپنی که توسط یاشیچیرو تاکاهاشی نوشته شده و نوئیزی ایتو آن را مصورسازی کرده است. داستان سری درباره یک دانش‌آموز معمولی ژاپنی به نام یوجی ساکای است که ناخواسته درگیر جنگی میان نیروهای تعادل و عدم تعادل در عالم هستی شده‌است. در این میان او با یکی از جنگجویان نیروهای تعادل به نام شانا آشنا شده و او را در نبردی برای برقراری تعادل همراهی می‌کند.
بر پایه این رمان دو سری مانگا توسط ASCII Media Works تولید و منتشر شده‌است. اولین سری در دنگکی دایو از آوریل ۲۰۰۵ شروع شده و تا اکتبر ۲۰۱۱ ادامه داشت و دومین سری نیز در دنگکی مااوه از سپتامبر ۲۰۰۷ شروع شده و تاکنون ادامه دارد. همچنین بین سال‌های ۲۰۰۵ تا ۲۰۱۲، سه مجموعه تلویزیونی انیمه هر کدام به تعداد ۲۴ قسمت و یک اووی‌ای ۴ قسمتی نیز بر پایه نسخه مانگا و به کارگردانی تاکاشی واتانابه توسط استودیو جی.سی.استاف دستمایه اقتباس قرار گرفت.